# آد بیورن هیلمزت
فرد-بیورن هیلمزت (انگلیسی: Odd-Bjørn Hjelmeset؛ زادهٔ ۶ دسامبر ۱۹۷۱) اسکی‌باز صحرانوردی، ورزشکار دو و میدانی، و سرمربی اهل نروژ است.